# Józef Sebastian Pelczar
Józef Sebastian Pelczar, född 17 januari 1842 i Korczyna, död 28 mars 1924 i Przemyśl, var en polsk romersk-katolsk biskop och medgrundare av Jesu allraheligaste hjärtas tjänarinnor år 1894 tillsammans med Ludwika Szczęsna. Han var biskop av Przemyśl från 1900 till 1924. Han vördas som helgon i Romersk-katolska kyrkan, med minnesdag den 28 mars.
Józef Sebastian Pelczar helgonförklarades den 18 maj 2003 tillsammans med Virginia Centurione Bracelli, Maria De Mattias och Ursula Ledóchowska.

## Bilder
| - Helige Józef Sebastian Pelczar grav i Przemyśls katedral. |

### Webbkällor
- ”San Giuseppe Sebastiano Pelczar, vescovo” (på italienska). Santi e Beati. Arkiverad från originalet den 22 januari 2021. https://archive.md/LNEDh. Läst 22 januari 2021.
- ”Saint Joseph Sebastian Pelczar” (på engelska). CatholicSaints.Info. Arkiverad från originalet den 22 januari 2021. https://archive.md/BOfok. Läst 22 januari 2021.
- ”Bishop St. Józef Sebastian Pelczar” (på engelska). Catholic Hierarchy. Arkiverad från originalet den 22 januari 2021. https://archive.vn/3eaKI. Läst 22 januari 2021.